# Crítica gastronômica

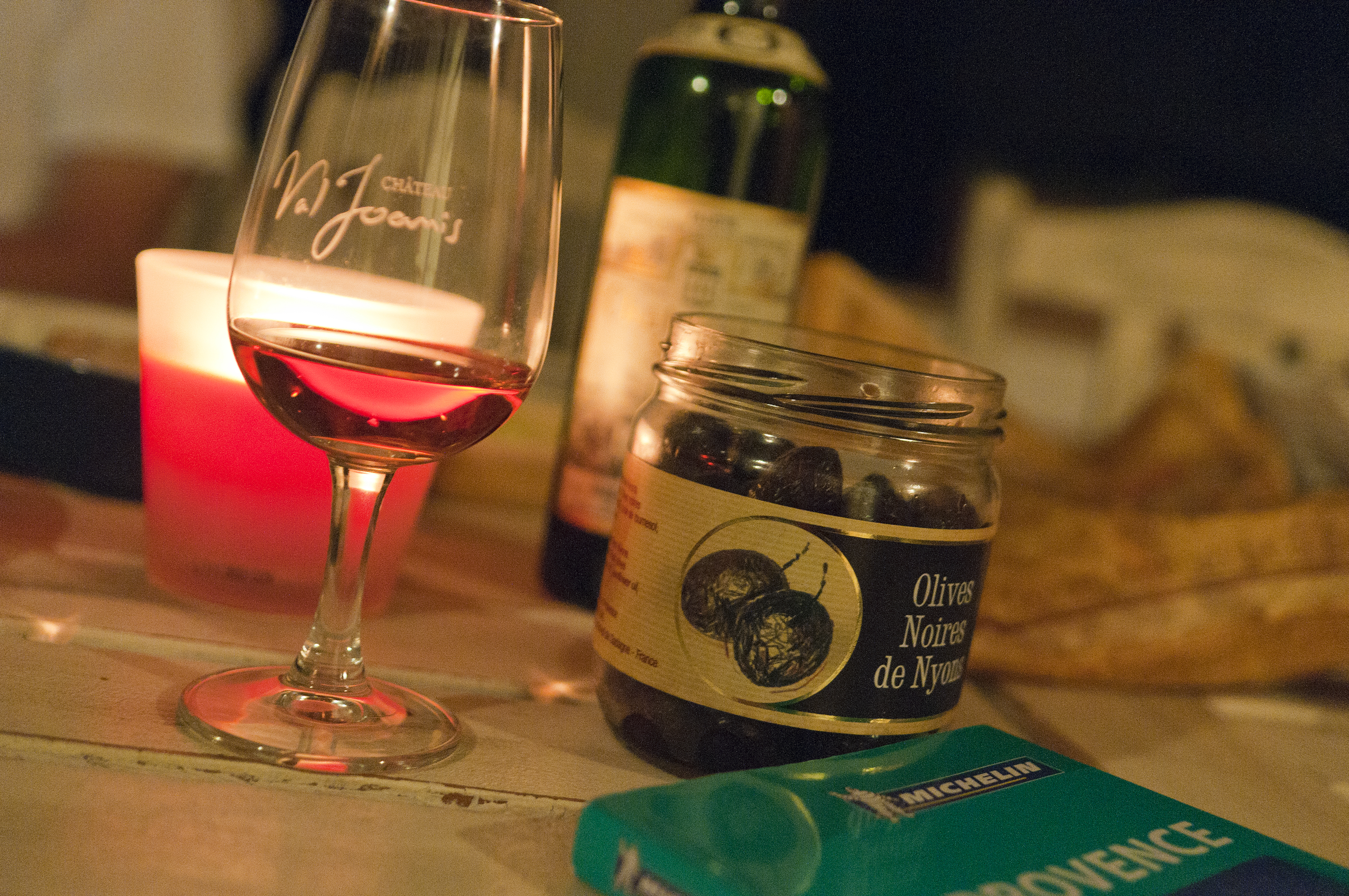
Na parte inferior da foto, um exemplar do Guia Michelin, um dos famosos guias de restaurantes do mundo.

As expressões crítica gastronômica, crítica gastronómica, crítica de gastronomia e crítica de restaurantes se referem à atividade de um escritor que analisa comida ou restaurantes e, posteriormente, publica os resultados de suas descobertas. 

## História
Um famoso crítico da antiguidade foi o romano Marco Gávio Apício.
Em 1900, foi criado o Guia Michelin, um dos mais respeitados guias de restaurantes do mundo. 
Durante a maior parte do século XX, os mais famosos críticos gastronômicos foram aqueles que escreviam para jornais diários. 
Com o surgimento da internet e das redes sociais, a atividade se popularizou. Um exemplo de crítico que adquiriu celebridade através da internet é o espanhol Txaber Allué.

### No Brasil
No final do século XX, notabilizou-se, no Brasil, o crítico Roberto Marinho de Azevedo, que adotou o pseudônimo Apicius.

## Opinião x crítica
Os críticos costumam enfatizar que sua atividade vai além da mera opinião, pois envolve estudo, análise de contexto, análise comparativa, critérios claros etc.

## Pagamento
Tradicionalmente, o crítico sempre procura manter seu anonimato e pagar por suas refeições, o que garante que ele não receberá um tratamento privilegiado por parte do restaurante.